# Луцій Егій Марулл
Луцій Егій Марулл (Lucius Eggius Marullus; ? — після 111) — державний діяч часів Римської імперії, консул-суффект 111 року.

## Життєпис
Походив з плебейського роду Егіїв, який мешкав у м. Екланум у Самніумі або Канусії з Апулії. Його предок Луцій Егій був військовим, префектом табору, брав участь у битві в Тевтобурзькому лісі. Дідом Марулла вважається Гай Егій Марулл, куратор течії та гирла Тибру. Про батьків відсутні відомості.
Можливо, відзначився під час боротьби за владу у 69 році, коли трон захопила династія Флавіїв, або це був його батько, що сприяло кар'єрі Марулла. Починаючи з часів імператора Доміціана, Луцій Егій засідав у сенаті.
У 111 році його призначено консулом-суффектом разом з Титом Авідієм Квієтом. Про подальшу долю відсутні відомості, але відомо, що Марулл ще був живий на початку правління імператора Адріана.

## Родина
- Луцій Егій Марул